# 전지연
전지연(全智姸, 池倫星, Ji Yun seong 본명: 지연주, Ji Yeonju, 1948년 ~ )은 대한민국의 배우이다. 1967년 TBC 탤런트 3기 데뷔를 하였다.

## 출연 작품

### 영화
- 1967년 《일월》  인주 역
- 1968년 《오대복덕방》  안금숙 역
- 1968년 《휴일》  지연 역
- 1969년 《저 눈밭에 사슴이》
- 1970년 《위험한 남편》
- 1970년 《아씨》은심 역
- 1970년 《한많은 남아일생》
- 1971년 《예산시악시》
- 1971년 《서방님 따라서》 은심 역
- 1973년 《별난장군과 팔도부하》
- 1974년 《첫손님》